# Step Inside Love
Singles de Cilla Black
I Only Live to Love You / From Now On
(1967) Where Is Tomorrow / Work Is a Four Letter Word
(1968)
Step Inside Love est une chanson créditée à Lennon/McCartney mais écrite par Paul McCartney pour Cilla Black en 1967 et publiée l'année suivante.

## Cilla Black
La chanson a été écrite et enregistrée pour être le thème musical de la série télévisée Cilla (en). L'émission de variétés, animée par Cilla Black, a été diffusée sur la BBC à partir de janvier 1968 jusqu'en avril 1976, bien que sa chanson-thème fut remplacée en 1971 par Something Tells Me (en).
Step Inside Love est enregistrée en démo par Paul McCartney dans sa maison sur l'avenue Cavendish à Londres à la guitare acoustique et en chantant en « double tracking ». La chanson est ensuite enregistrée le 21 novembre 1967 au studio Chappell de  Londres par Cilla Black pour son émission mais elle ne possédait qu'un couplet et son refrain. Elle fut plus tard augmentée, par son auteur, de deux autres couplets pour qu'elle puisse être publiée en single le 8 mars 1968 alors qu'elle atteint la 8e place dans le palmarès britannique. L'enregistrement est également inclus sur Sher-oo! (en), le troisième album solo de la chanteuse britannique. Elle sera incluse en 2009 dans les albums compilations de chansons remixées All Mixed Up et Beginnings: Revisited.
On peut lire quelques vers de cette chanson sur la pierre tombale de la chanteuse dans le cimetière d'Allerton (en) à Liverpool.
On retrouvera cet enregistrement sur le disque The Songs Lennon and McCartney Gave Away, sorti en 1979, qui regroupait des compositions de Lennon/McCartney qui n'ont jamais été publiées par les Beatles.

## The Beatles:Step Inside Love/Los Paranoias
Pistes inédites de Anthology 3
What's the New Mary Jane Teddy Boy
Le 16 septembre 1968, au cours des séances de l'album The Beatles (mieux connu sous l'« Album blanc »), après avoir enregistré à la guitare acoustique, accompagné de  John Lennon aux percussions et Ringo Starr aux bongos, la 35e prise sur 67 de la chanson I Will, McCartney reprend, dans un style bossa nova, sa chanson Step Inside Love. Le début est coupé car le technicien du son changeait la bobine de ruban. Le trio enchaîne en  improvisant la chanson Los Paranoias pendant près de quatre minutes. Ces deux enregistrements sont finalement sortis en 1996 sur une piste unique dans la compilation Anthology 3 avec moins d'une minute de la chanson humoristique en finale tandis que les versions complètes sont incluses en deux pistes consécutives dans un des disques bonus de l'édition du cinquantième anniversaire de l'« Album blanc ». Bien que George Harrison n'était pas présent, le titre est crédité aux quatre membres du groupe.
Lors de cette même séance, à la dix-neuvième prise, une autre improvisation de McCartney, Can You Take Me Back, a été utilisée pour faire la transition entre la chanson Cry Baby Cry et le montage sonore Revolution 9.